# Sinophorus villosus
Sinophorus villosus là một loài tò vò trong họ Ichneumonidae.